# 24e congresdistrict van Californië

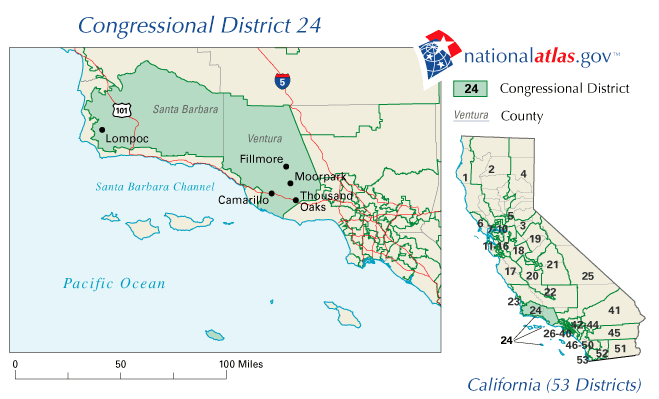
Kaart van het 24e congresdistrict van Californië

Het 24e congresdistrict van Californië, vaak afgekort als CA-24, is een kiesdistrict voor het Amerikaanse Huis van Afgevaardigden. In haar huidige vorm omvat het 24e district het merendeel van de county's Ventura en Santa Barbara, met uitzondering van een smalle kuststrook die onder het 23e district valt. Enkele belangrijke plaatsen in het 24e district zijn Camarillo, Fillmore, Lompoc, Moorpark en Thousand Oaks. Van de totale bevolking woont 94,2% in een stedelijke omgeving.
Sinds 2003 wordt het district door de Republikein Elton Gallegly vertegenwoordigd. Gallegly haalde 60% van de stemmen in zijn laatste herverkiezing. Gallegly heeft laten weten dat hij zich in 2012 niet herverkiesbaar zou stellen.
Het 24e congresdistrict is een relatief concurrentieel district. Hoewel afgevaardigde Gallegly sinds 2003 steeds redelijk vlot herverkozen is, hebben de Democraten ook al enkele successen geboekt in het district. Zo won presidentskandidaat Barack Obama in 2008 met 51,9% van de stemmen in het 24e district. Vier jaar daarvoor behaalde de Republikein George W. Bush nog de overwinning met 55,7%.